# Ley de Spörer

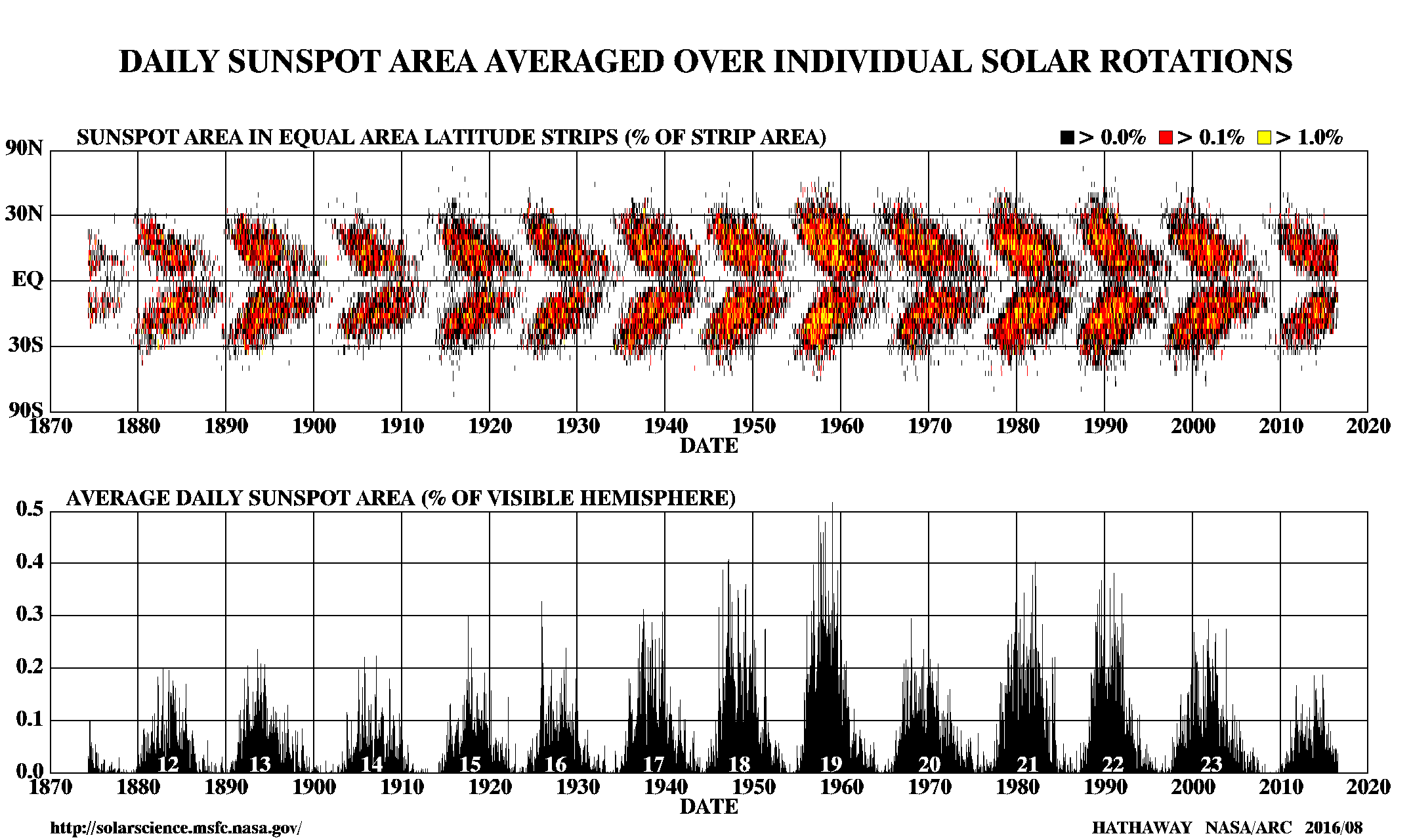
Diagrama de mariposa que muestra comportamientos emparejados de la ley de Spörer.

La ley de Spörer es una ley empírica que predice la variación en latitud de la aparición de manchas solares durante un ciclo solar.   

## Historia
Fue descubierta por el astrónomo inglés Richard Christopher Carrington (1826-1875) alrededor de 1861.  El trabajo de Carrington fue refinado por el astrónomo alemán Gustav Spörer (1822-1895).  

## Descripción
Al principio de un ciclo, las manchas solares tienden a aparecer alrededor de 30° a 45°  de  latitud.  A medida que avanza el ciclo, las manchas solares aparecen cada vez a más baja latitud, hasta que alcanzan unos 15° en el  máximo solar. La latitud media de las manchas solares continúa disminuyendo hasta los aproximadamente 7° y entonces, mientras el ciclo viejo acaba, las manchas solares  del nuevo ciclo empiezan apareciendo a las latitudes altas.  